# Tintoretto
Tintoretto, rojen Jacopo Robusti ; konec septembra ali v začetku oktobra 1518  - 31. maj 1594) je bil italijanski slikar in pomemben predstavnik beneškega slikarstva. Njegovi sodobniki so občudovali in kritizirali hitrost, s katero je slikal in drznost njegovega čopiča. Zaradi njegove izjemne slikarske energije so ga poimenovali Il Furioso ('besni'). Za njegovo delo so značilne mišičaste figure, dramatične geste in drzna uporaba perspektive v manierističnem slogu.

## Življenje

### Leta vajeništva
Tintoretto se je rodil v Benetkah leta 1518 kot najstarejši od 21 otrok. Njegov oče Giovanni je bil barvar ali tintore; zato je sin dobil vzdevek Tintoretto, 'mali barvar. Družina naj bi izvirala iz Brescie, v Lombardiji, ki je bila takrat del Beneške republike. Starejše študije so za izvor družine navajale toskansko mesto Lucca.
O Tintorettovem otroštvu ali vajeništvu je malo znanega. Po besedah njegovih zgodnjih biografov Carla Ridolfija (1642) in Marca Boschinija (1660) je bilo njegovo edino formalno vajeništvo v Tizianovem ateljeju, ki ga je po nekaj dneh jezno odpustil - bodisi iz ljubosumja, ker je tako obljubil študentu (v Ridolfijevem zapisu) ali zaradi osebnostnega spopada (v Boschinijevi različici). Od takrat naprej je odnos med umetnikoma ostal sovražen, kljub temu, da je Tintoretto nenehno občudoval Tiziana. Tizian je Tintoretta, tako kot njegovi privrženci, aktivno omalovaževal.
Tintoretto ni iskal nadaljnjega poučevanja, ampak je sam z veliko vnemo študiral. Živel je slabo, zbiral je odlitke, basreliefe itd. in vadil z njihovo pomočjo. O njegovem plemenitem pojmovanju umetnosti in visoki osebni ambiciji je razvidno iz napisa, ki ga je postavil nad svoj atelje Il disegno di Michelangelo ed il colorito di Tiziano ('Michelangelova risba in Tizianova barva').
Študiral je še posebej na modelih Michelangelove Zore, Poldneva, Mraka in Noči in postal strokovnjak za modeliranje z voskom in glino (ki ga je uporabljal tudi Tizian), kar mu je nato zelo pomagalo pri urejanju njegovih slik. Modeli so bili včasih vzeti od mrtvih oseb, ki so jih secirali ali preučevali v šolah anatomije; nekateri so bili ogrnjeni, drugi goli, Tintoretto pa jih je moral obesiti v leseno ali kartonsko škatlo z odprtino za svečo. Tedaj in pozneje je zelo pogosto delal ponoči in podnevi.

### Zgodnja dela
Mladi slikar Andrea Schiavone, štiri leta mlajši od Tintoretta, je bil veliko v njegovi družbi. Tintoretto je Schiavoneju brezplačno pomagal pri stenskih poslikavah; v številnih kasnejših primerih pa je delal tudi za nič in tako uspel pridobiti naročila. Dve najzgodnejši Tintorettovi poslikavi, ki sta bili, tako kot druge, skoraj brez plačila, naj bi bili Belšazarjeva gostija in Konjeniški boj. Obe sta že zdavnaj propadli, tako kot prej ali slej vse njegove freske. Prvo njegovo delo, ki je pritegnilo nekaj pozornosti, je bila portretna skupina njega in njegovega brata - slednji je igral kitaro - z nočnim učinkom; tudi to delo se je izgubilo. Sledilo je nekaj zgodovinskih tem, ki jih je Tizian dovolj odkrito pohvalil.
Ena od zgodnjih Tintorettovih slik je še vedno v cerkvi Santa Maria dei Carmini v Benetkah, Predstavitev Jezusa v templju; tudi v S. Benedettu sta Oznanjenje in Kristus s Samaritanko. Za Scuola della Trinità (beneške šole bratovščin, bolj v obliki dobrodelnih kot izobraževalnih ustanov) je naslikal štiri predmete iz Geneze. Dva izmed njih, ki sta zdaj v galeriji  Gallerie dell'Accademia v Benetkah, sta Adam in Eva ter Ablova smrt, obe plemeniti deli z visokim mojstrskim znanjem, ki nakazujeta, da je bil Tintoretto v tem času dovršen slikar - eden redkih, ki je dosegel najvišjo stopnjo, čeprav ni bil formalno usposobljen. Do leta 2012 je bil Izlet sv. Helene v Sveto deželo pripisovan njegovemu sodobniku Andreu Schiavoneju, toda nova analiza dela je razkrila kot eno izmed treh slik Tintoretta, ki prikazujejo legendo o [[sveta Helena|sv. Heleni in Svetem križu. Napaka je bila odkrita med delom na projektu katalogizacije celinskih evropskih oljnih slik v Združenem kraljestvu. Izlet sv. Helene je muzej Victoria in Albert pridobil leta 1865. Njeni sestrski sliki, Odkritje Pravega križa in Sv. Helena preizkuša Pravi križ, sta v galerijah v ZDA.

### Slike sv. Marka
Proti letu 1546 je Tintoretto za cerkev Madonne dell'Orto naslikal tri svoja vodilna dela: Čaščenje zlatega teleta, Predstavitev Marije v templju in Poslednja sodba. Za dve sliki, Čaščenje zlatega teleta in Poslednjo sodbo, je prevzel naročilo samo za stroške, da bi sebe bolje spoznal. Naselil se je v hiši, ki je bila ob cerkvi. To je gotska stavba, ki gleda na ulico Fondamenta de Mori, ki še vedno stoji. Leta 1548 je imel naročilo za štiri slike za Scuola di S. Marco: Najdba telesa sv. Marka, Telo sv. Marka prinesejo v Benetke, Sv. Marko rešuje Saracena iz brodoloma in Čudež sužnja. (te tri so v Gallerie dell'Accademia, Benetke). Slednja predstavlja legendo o krščanskem sužnju ali ujetniku, ki naj bi ga mučili kot kazen za nekatera dejanja predanosti evangelistu, vendar ga je rešilo čudežno posredovanje slednjega, ko je razbil pripomočke za lomljenje kosti in zaslepitev, ki bo kmalu uporabljena.
Ta štiri dela so bila na splošno dobro sprejeta, zlasti od Tintorettovega prijatelja Pietra Aretina - kljub dolgoletnemu sporu med njima. (Tintoretto je naslikal strop v Aretinovi hiši. Povabljen je bil da nato  naslika svoj portret, je s svojim bodalom izmeril mere svojega sedeža, kar je preveč prefinjen namig o njegovi sovražnosti.) S temi štirimi deli v Scuola di S. Marco, je bila Tintorettova faza brezposelnosti in negotovosti končana.
Leta 1550 se je Tintoretto poročil s Faustino de Vescovi, hčerko beneškega plemiča, ki je bil guardian grande Scuola Grande di San Marco. Zdi se, da je bila skrbna gospodinja in je zmogla umirjati moža. Faustina mu je rodila več otrok, verjetno dva sinova in pet hčera. Tintorettova hči Marietta Robusti je bila tudi sama slikarka portretov. Nekateri menijo, da je bila nezakonska in spočeta pred njegovo poroko s Faustino.

### Scuola Grande di San Rocco
Med letoma 1565 in 1567 ter spet med letoma 1575 in 1588 je Tintoretto izdelal veliko število slik za stene in strope Scuola Grande di San Rocco. Stavba, ki se je začela graditi leta 1525, je imela premalo svetlobe in je bila zato neprimerna za kakršno koli veliko shemo slikovnega okrasja. Poslikava njegove notranjosti se je začela leta 1560.
Tega leta je bilo pet glavnih slikarjev, med njimi Tintoretto in Paolo Veronese, povabljenih, da pošljejo poskusne zasnove osrednjega dela v manjši dvorani z imenom Sala dell'Albergo, pri čemer je bil predmet Sv Rok sprejet v nebesa. Tintoretto ni izdelal skice, temveč sliko in jo vstavil v oval. Tekmovalci so ugovarjali, ne nenaravno; toda umetnik, ki je znal igrati svojo igro, je svetišču zastonj podaril sliko in ker je podzakonski akt fundacije prepovedal zavrnitev kakršnega koli darila, je bila ohranjena in situ, Tintoretto pa je brezplačno ponudil drug okras istega stropa.
Leta 1565 je nadaljeval z delom v scuoli in slikal Križanje, ki je bilo plačano 250 dukatov. Leta 1576 je brezplačno predstavil še en osrednji del - ta za strop velike dvorane, ki predstavlja Kugo kač; v naslednjem letu je ta zgornji del dokončal s slikama Velikonočni praznik in Mojzes udari po skali, sprejemajoč za plačilo kakršen koli drobiž, ki ga je zbrala družina. 
Razvoj hitrih slikarskih tehnik, imenovanih prestezza, mu je omogočil, da je pri velikih projektih ustvaril številna dela in se odzval na naraščajoče zahteve strank.
Tintoretto je nato začel s slikanjem celotne scuole in sosednje cerkve Sv. Roka. Novembra 1577 je ponudil izvedbo del v višini 100 dukatov na leto, vsako leto naj bi prišli do treh slik. Ta predlog je bil sprejet in je bil točno izpolnjen, slikarjeva smrt je sama preprečila izvedbo nekaterih stropnih predmetov. Celotna vsota, plačana za sculo, je bila 2447 dukatov. Ne upoštevajoč nekaterih manjših predstav, scuola in cerkev vsebujeta dvainpetdeset nepozabnih slik, ki jih lahko opišemo kot obsežne sugestivne skice z mojstrstvom, ne pa tudi namerno natančno dokončane slike in prilagojene tako, da si jih lahko ogledamo v mračni pol-svetlobi. Adam in Eva, Obiskovaje, Poklon sv. Treh kraljev, Pokol nedolžnih, Agonija v vrtu, Kristus pred Pilatom, Kristus nosi svoj križ in (edina, ki je bila z obnovo pokvarjena) Marijino vnebovzetje, so vodilni primeri v scuoli; v cerkvi je Kristus ozdravi hromega.
Verjetno je Tintoretto leta 1560, v letu, ko je začel delati v Scuola di S. Rocco, začel s svojimi številnimi slikami v Doževi palači; nato je tam naslikal portret doža Girolama Priulija. Druga dela (ki jih je leta 1577 uničil požar v palači) so: Izobčenje Friderika Barbarose s strani papeža Aleksandra III. in Zmaga v Lepantu.
o požaru je Tintoretto začel znova, njegov sodelavec je bil Paolo Veronese. V Sala dell Anticollegio je Tintoretto naslikal štiri mojstrovine – Bakh, z Ariadno,, ki jo krona Venera, Tri Gracije in Merkur, Minerva zavrže Marsa in Vulkanova kovačija, ki so bile naslikane za petdeset dukatov, brez materiala, okoli leta 1578; v dvorani senata, Benetke, kraljica morja (1581–84); v dvorani kolegija Izročitev sv. Katarine Jezusu (1581–84); v Antichiesetti, Sv. Jurij, sv. Ludvik in princesa ter Sv. Hieronim in sv. Andrej; v dvorani velikega sveta devet velikih kompozicij, predvsem bitk (1581–84); v Sala dello Scrutinio Zajetje Zare pred Madžari leta 1346 med orkanom izstrelkov (1584–87).

### Paradiž
Krona Tintorettovega življenja, zadnja pomembna slika, ki jo je naslikal, je bil velikanski Paradiž, velika 22,6 krat 9,1 metra, ki je veljala za največjo sliko na platnu doslej. Slikano skico (143 cm × 362 cm), ki je zdaj v muzeju Louvre (Pariz), je Tintoretto predložil za sliko v Doževi palači. Slednje je delo tako neverjetnega obsega, tako ogromno v razmahu svoje moči, tako malo se zmeni za običajne standarde zasnove ali metode, da je kljubovalo poznavalcem treh stoletij in je večinoma (čeprav ne pri svojih prvih beneških sodobnikih) obveljala za ekscentričen neuspeh; medtem ko se nekaterim očem zdi tako presegajoč spomenik človeške sposobnosti v slikarski umetnosti, da ga je nemogoče gledati brez občudovanja.
Medtem ko je naročilo za to ogromno delo še čakalo in še ni bilo dodeljeno Tintorettu, je rekel senatorjem, da je molil k Bogu, da bi mu ga naročili, tako da bi bil sam raj lahko njegovo poplačilo po smrti. Ko je leta 1588 na koncu le dobil naročilo, je svoje platno postavil v Scuola della Misericordia in pri tej nalogi neumorno delal, veliko predelal in naredil različne glave in kostume neposredno iz življenja.
Ko je bila slika skoraj dokončana, jo je odnesel na njeno mesto in jo tam dokončal, pomagal pa mu je sin Domenico za podrobnosti draperij itd. Vse Benetke so zaploskale vrhunskemu dosežku, ki je bilo od takrat zanemarjeno in le malo obnovljeno. Tintoretta so prosili, naj navede svojo ceno, vendar je to prepustil oblastem. Razpisali so lep znesek; menda je od tega nekaj popustil, incident, ki morda bolj govori o njegovem pomanjkanju pohlepa, kot v prejšnjih primerih, ko je delal zastonj.

### Smrt in učenci
Po dokončanju Paradiža je Tintoretto nekaj časa počival in se ni lotil nobenega pomembnega dela, čeprav ni razloga domnevati, da bi bil izčrpan, če bi živel malo dlje.
Leta 1592 je postal član Scuola dei Mercanti.
Leta 1594 so ga zajele hude bolečine v želodcu, zapletene z vročino, ki mu je štirinajst dni preprečevala spanje in skorajda jesti. Umrl je 31. maja 1594. Pokopan je bil v cerkvi Madonne dell'Orto ob strani svoje najljubše hčerke Mariette, ki je umrla leta 1590 pri tridesetih letih. Tradicija kaže, da je njen oče, ko je ležala v zadnjem počitku, naslikal njen zadnji portret.
Marietta je bila tudi sama slikarka portretov velike spretnosti, pa tudi glasbenica, vokalistka in instrumentalistka, a je le nekaj njenih del zdaj mogoče izslediti. Pravijo, da je do petnajstega leta spremljala in pomagala očetu pri njegovem delu, oblečena kot deček. Sčasoma se je poročila z draguljarjem Mariom Augustom. Leta 1866 je bil odprt grob Vescovijev - družine njegove žene - in Tintoretta, v njem so našli ostanke devetih članov skupne družine. Nato so grob preselili na novo mesto, desno od kora.
Tintoretto je imel zelo malo učencev; med njimi sta bila tudi njegova dva sinova in Maerten de Vos iz Antwerpena. Njegov sin Domenico Tintoretto je očetu pogosto pomagal pri predhodnih delih za odlične slike. Sam je naslikal množico del, od katerih jih je bilo nekaj zelo obsežnih. V najboljšem primeru bi jih imeli za povprečne in, ker prihajajo od sina Tintoretta, razočarajo. V vsakem primeru pa ga je treba obravnavati kot pomembnega slikovnega praktika. Odseve Tintoretta najdemo pri grškem slikarju španske renesanse El Grecu, ki je njegova dela verjetno videl med bivanjem v Benetkah.

## Slog življenja in ocenjevanje
Tintoretto je komaj kdaj potoval iz Benetk. [17] Oboževal je vse umetnosti in v mladosti igral na lutnjo in različne inštrumente, nekatere tudi po svojem izumu, ter oblikoval gledališke kostume in kulise. Prav tako je dobro poznal mehaniko in mehanske naprave. Čeprav je bil zelo prijeten spremljevalec, je zaradi svojega dela živel večinoma v miru in tudi takrat, ko ni slikal, navadno ostal v svoji delovni sobi, obdan z odlitki. Tu skoraj nikogar ni sprejel, niti intimnih prijateljev, svoje delovne metode pa je skrival, delil jih je le s svojimi pomočniki. Bil je poln prijetnih duhovitih izrekov, bodisi velikim osebam ali drugim, sam pa se je le redko nasmehnil.
Izven doma ga je žena prisilila, da je oblekel ogrinjalo beneškega državljana; če je deževalo, ga je poskušala prisiliti v vrhnje oblačilo, ki se mu je upiral. Ko je zapustil hišo, mu je tudi denar zavila v robček, pričakujoč strogo računovodstvo ob njegovi vrnitvi. Tintorettov običajni odgovor je bil, da ga je porabil za miloščino za revne ali zapornike.
Velja dogovor, ki prikazuje načrt dokončanja dveh zgodovinskih slik - vsaka vsebuje dvajset figur, od tega sedem portretov - v dvomesečnem obdobju. Število njegovih portretov je ogromno; njihove vrednosti so neenakomerne, toda resnično dobrih ni mogoče preseči. Sebastiano del Piombo je pripomnil, da je lahko Tintoretto v dveh dneh slikal toliko kot sam v dveh letih; Annibale Carracci, da je bil Tintoretto na mnogih svojih slikah enak Tizianu, na drugih slabši od Tintoretta. To je bilo splošno mnenje Benečanov, ki so rekli, da je imel tri svinčnike - enega iz zlata, drugega iz srebra in tretjega iz železa.
Tintorettova slikovita duhovitost je razvidna iz kompozicij, kot so Sv. Jurij, sv. Ludvik in princesa (1553). Podre običajno upodobitev teme, v kateri sveti Jurij ubije zmaja in reši princeso; tu princesa sedi zraven zmaja in drži bič. Rezultat umetnostni kritik Arthur Danto opisuje kot »ostrino feministične šale«, saj je »princesa vzela stvari v svoje roke ... Jurij širi roke v gesti moške nemoči, ko je njegova sulica ležala zlomljena na tleh ... Očitno je bila naslikana z mislijo na prefinjeno beneško občinstvo«.
Primerjava zaključne Tintorettove Zadnje večerje - ene od njegovih devetih znanih slik na to temo ref>Schjeldahl, Peter (April 1, 2019).  "All In: The vicarious thrill of Tintoretto".  The New Yorker.  p. 77</ref> - z obravnavo iste teme Leonarda da Vincija daje poučen prikaz, kako so se umetniški slogi razvijali v času renesanse. Leonardo je povsem klasičen. Učenci sedijo okrog Kristusa v skoraj matematični simetriji. V rokah Tintoretta postane isti dogodek dramatičen, saj se človeškim figuram pridružijo angeli. V ospredje je postavljen služabnik, morda glede na Janezov evangelij {{bibl|Jn 13,14–16]]. V nemirni dinamičnosti njegove kompozicije, dramatični uporabi svetlobe in poudarjenih perspektivnih učinkih se zdi Tintoretto baročni umetnik pred svojim časom.
Leta 2013 je muzej Victoria in Albert objavil, da je sliko Izkrcanje sv. Helene v Sveti deželi naslikal Tintoretto (in ne njegov sodobnik Andrea Schiavone, kot so prej mislili) kot del serije treh slik, ki prikazujejo legendo sv. Helene in Pravega križa.
Leta 2019 je Nacionalna umetniška galerija v Washingtonu v počastitev obletnice rojstva Tintoretta v sodelovanju z Gallerie dell’Accademia organizirala potujočo razstavo, prvo v ZDA. Na razstavi je skoraj 50 slik in več kot ducat del na papirju, ki zajemajo celotno umetnikovo kariero, od portretov beneške aristokracije do verskih in mitoloških pripovednih prizorov.